# Thủy tiên hường
Thủy tiên hường (danh pháp hai phần: Dendrobium amabile) là một loài lan trong chi Lan hoàng thảo.
Cây có mặt ở Trung Quốc và Việt Nam (các tỉnh: Quảng Trị, Thừa Thiên Huế, Gia Lai.